# اوتو، دوک بورگوندی
اوتو، دوک بورگوندی (انگلیسی: Otto, Duke of Burgundy; ۹۶۵-۹۴۴ میلادی)، دوک بورگوندی تا سال ۹۵۶ میلادی و پسر هوگوی بزرگ و هدویگ ساکسونی (خواهر اتوی یکم، امپراتور مقدس روم) و برادر هوگو کاپه (شاه فرانسه) و اما، دوک نورماندی بود.
او از طریق همسرش لیوتگارد، دختر گیلبرت که اکثر دوک‌نشین بورگوندی را در اختیار داشت، دوک شد. او هیچ نسل شناخته شده‌ای نداشت. پس از مرگش، برادرش هنری یکم جانشین وی شد.